# Мальмор
Мальмор или Маллемор (фр. Mallemort) — коммуна на юго-востоке Франции в регионе Прованс — Альпы — Лазурный Берег, департамент Буш-дю-Рон, округ Арль, кантон Пелиссан.
Площадь коммуны — 28,16 км², население — 5590 человек (2006) с выраженной тенденцией к росту: 6197 человек (2012), плотность населения — 220,1 чел/км².

## Население
Население коммуны в 2011 году составляло 6208 человек, а в 2012 году — 6197 человек.
| 1962 | 1968 | 1975 | 1982 | 1990 | 1999 | 2005 | 2006 | 2010 | 2011 | 2012 |
| ---- | ---- | ---- | ---- | ---- | ---- | ---- | ---- | ---- | ---- | ---- |
| 3029 | 3090 | 3344 | 3946 | 4366 | 4984 | 5501 | 5590 | 6041 | 6208 | 6197 |

Динамика населения:

## Экономика
В 2010 году из 3886 человек трудоспособного возраста (от 15 до 64 лет) 2854 были экономически активными, 1032 — неактивными (показатель активности 73,4 %, в 1999 году — 68,7 %). Из 2854 активных трудоспособных жителей работали 2494 человека (1346 мужчин и 1148 женщин), 360 числились безработными (157 мужчин и 203 женщины). Среди 1032 трудоспособных неактивных граждан 375 были учениками либо студентами, 318 — пенсионерами, а ещё 339 — были неактивны в силу других причин.
На протяжении 2010 года в коммуне числилось 2469 облагаемых налогом домохозяйств, в которых проживало 6408,0 человек. При этом медиана доходов составила 18 тысяч 675 евро на одного налогоплательщика.